# Cydistomyia laticallosa
Cydistomyia laticallosa är en tvåvingeart som beskrevs av Ricardo 1914. Cydistomyia laticallosa ingår i släktet Cydistomyia och familjen bromsar. Inga underarter finns listade i Catalogue of Life.